# Títulos do monarca dos Países Baixos
Os títulos do monarca holandês tem mudado várias vezes desde a criação do Reino dos Países Baixos devidos à formação e a dissolução de uniões pessoais, tal como o casamento de monarcas do sexo feminino e sucessões cognáticas.

## História

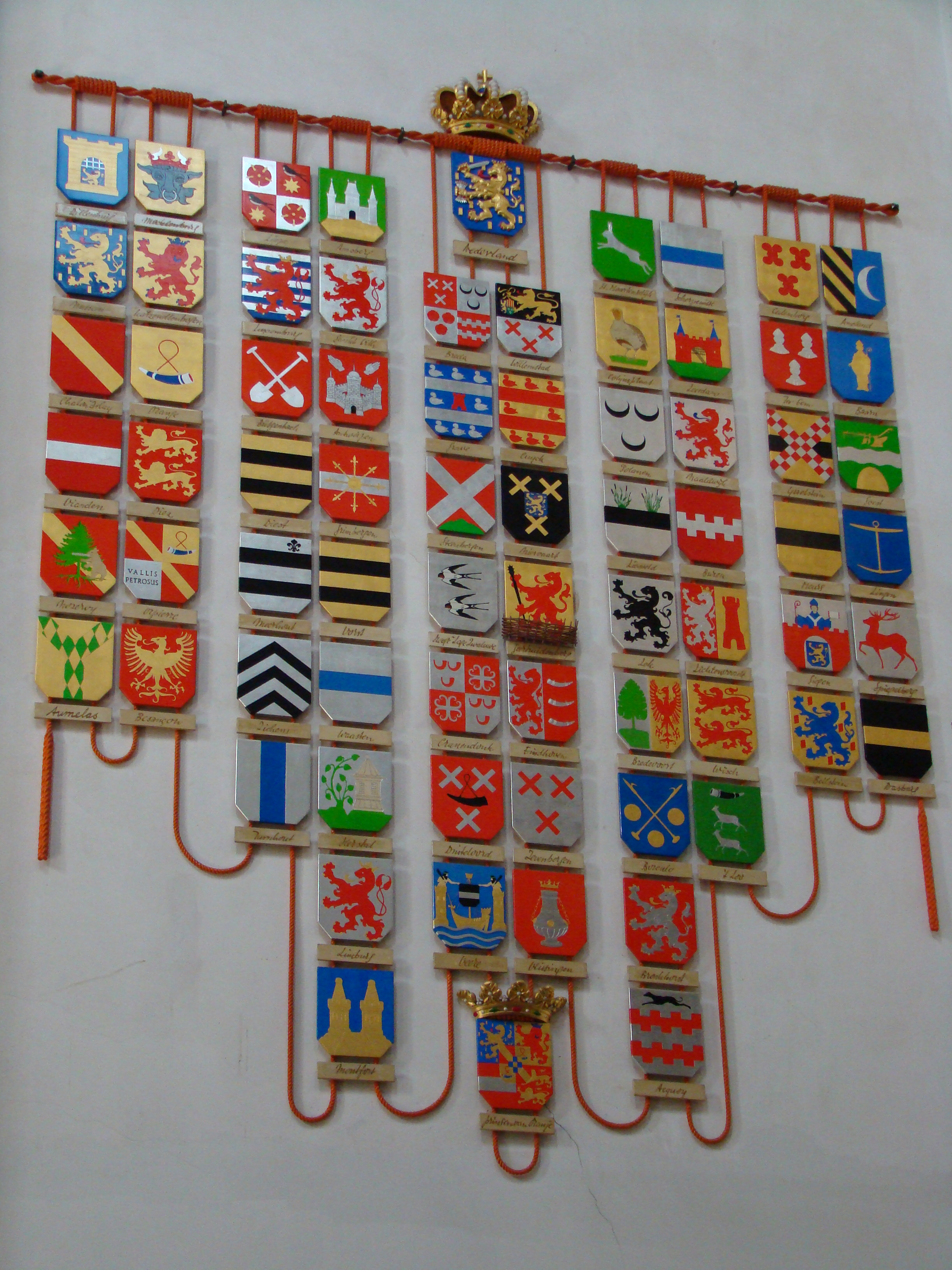
Brasões correspondentes aos vários títulos usados pelos monarcas holandeses, em exibição na Nieuwe Kerk em Amesterdão

O Reino dos Países Baixos foi proclamado a 16 de Março de 1815, como estado em resultado da união pessoal com o Grão-Ducado do Luxemburgo, sob a égide de Guilherme I, um membro da Casa de Orange-Nassau, que já antes tinha herdado dos seus antepassados um vasto número de títulos e terras. A 19 de Abril de 1839, o Ducado de Limburg juntou-se à união. Guilherme I, Guilherme II e Guilherme III, todos governaram como reis, grão-duques e duques.
No entanto, em 1866, o Ducado de Limburg deixou de existir como um estado em separado como um sistema política próprio, tendo-se transformado numa província. Guilherme III não só manteve o título ducal, como também o passou à sua sucessora, Guilhermina, apesar de ela não o ter sucedido no trono do Luxemburgo, visto que as leis de seucessão do país estavam sob a lei sálica. Ainda assim, a referência do Grão-Ducado do Luxemburgo desapareceu dos títulos do monarca dos Países Baixos.
A descendência masculina da Casa de Orange-Nassau acabou aquando da morte de Guilherme III, a 23 de Novembro de 1890. A sua única filha e sucessora, Guilhermina, casou com o Duque Henrique de Mecklemburgo-Schwerin a 7 de Fevereiro de 1901 e, como de costume, assumiu a forma feminina do título do seu marido. Assim, o título de Duquesa de Mecklemburgo foi acrescentado a sua forma de tratamento completa. O governo não quis que a Casa de Orange-Nassau se extingui-se com a morte de Guilhermina, e, por isso, emitiu um decreto real em 1908, conferindo o título de Príncipe ou Princesa de Orange-Nassau aos seus descendentes. A sua única filha, Juliana, tornou-se não só Duquesa de Mecklemburgo pelo nascimento, como também Princesa de Orange-Nassau, tal como os anteriores membros da família real holandesa.
Quando Juliana casou, em 1936, com o Príncipe Bernardo de Lippe-Biesterfeld, Guilhermina decretou que a sua filha, herdeira presuntiva, assumiria o título de Princesa de Lippe-Biesterfeld, como era costume, mas que este apenas viria depois do seu título por nascimento, Duquesa de Mecklemburgo. A 4 de Setembro de 1948, Guilhermina abdicou a favor de Juliana, o que levou a que o título de Princesa de Lippe-Biesterfeld passasse a constar do tratamento completo do monarca holandês. Ao mesmo tempo, o título de Duquesa de Limburg foi descartado, sendo que Guilhermina foi a última pessoa a usá-lo.
Tal como Guilhermina, Juliana não teve filhos. A 30 de Abril de 1980, Juliana abdicou a favor de Beatriz, a mais velhas das suas quatro filhas. Beatriz não é descendente do Duquee Henrique pela via masculina e, como tal, não pode ser Duquesa de Mecklemburgo. Foi a primeira monarca holandesa em 79 anos a não usar o título. Pela parte do pai, ela é por direito próprio, Princesa de Lippe-Biesterfeld.
A 30 de Abril de 2013, Beatriz abdicou a favor do filho mais velho, Guilherme-Alexandre, que se tornou o primeiro monarca masculino em 123 anos. Ele não é descendente do Príncipe Bernardo por via masculina e, como tal, não é príncipe de Lippe-Biesterfeld. Tem o título honorífico de Jonkheer van Amsberg como filho de Claus van Amsberg.

## Título completo
| Período                                        | Tratamento completo em Holandês | Tratamento completo em Português | Monarca                                  |
| ---------------------------------------------- | --- | --- | ---------------------------------------- |
| 16 de Março de 1815 – 19 de Abril de 1839      | Bij de Gratie Gods, Koning der Nederlanden, Prins van Oranje-Nassau, Groothertog van Luxemburg, Markies van Veere en Vlissingen, Graaf van Katzenellnbogen, Vianden, Diez, Spiegelberg, Buren, Leerdam en Culemborg, Burggraaf van Antwerpen, Baron van Breda, Diest, Beilstein, de Stad Grave, het Land van Cuyk, IJsselstein, Cranendonck, Eindhoven, Liesveld, Herstal, Warneton, Arlay en Nozeroy, Erf- en Vrijheer van Ameland, Heer van Borculo, Bredevoort, Lichtenvoorde, Het Loo, Geertruidenberg, Clundert, Zevenbergen, Hooge en Lage Zwaluwe, Naaldwijk, Polanen, Sint-Maartensdijk, Soest, Baarn, Ter Eem, Willemstad, Steenbergen, Montfoort, Sankt Vith, Burgenbach, Daasburg, Niervaart, Turnhout en Besançon                                             | Pela Graça de Deus, Rei dos Países Baixos, Príncipe de Orange-Nassau, Grão-Duque do Luxemburgo, Marquês de Veere e Flushing, Conde de Katzenelnbogen, Vianden, Diez, Spiegelberg, Buren, Leerdam e Culemborg, Burgrave de Antuérpia, Barão de Breda, Diest, Beilstein, da cidade de Grave e das terras Cuyk, Ijsselstein, Cranendonk, Eindhoven, Liesveld, Herstal, Warneton, Arlay e Nozeroy, Senhor Livre e Hereditário de Ameland, Senhor de Borculo, Bredevoort, Lichtenvoorde, Het Loo, Geertruidenberg, Clundert, Zevenbergen, Hooge e Lage Zwaluwe, Naaldwijk, Polanen, S. Maartensdijk, Soest, Baarn, Ter Eem, Willemstad, Steenbergen, Montfort, St Vith, Bütgenbach, Dasburg, Niervaart, Turnhout e Besançon                                           | Guilherme I                              |
| 19 de Abril de 1839 – 23 de Novembro de 1890   | Bij de Gratie Gods, Koning der Nederlanden, Prins van Oranje-Nassau, Groothertog van Luxemburg, Hertog van Limburg, Markies van Veere en Vlissingen, Graaf van Katzenellnbogen, Vianden, Diez, Spiegelberg, Buren, Leerdam en Culemborg, Burggraaf van Antwerpen, Baron van Breda, Diest, Beilstein, de Stad Grave, het Land van Cuyk, IJsselstein, Cranendonck, Eindhoven, Liesveld, Herstal, Warneton, Arlay en Nozeroy, Erf- en Vrijheer van Ameland, Heer van Borculo, Bredevoort, Lichtenvoorde, Het Loo, Geertruidenberg, Clundert, Zevenbergen, Hooge en Lage Zwaluwe, Naaldwijk, Polanen, Sint-Maartensdijk, Soest, Baarn, Ter Eem, Willemstad, Steenbergen, Montfoort, Sankt Vith, Burgenbach, Daasburg, Niervaart, Turnhout en Besançon                         | Pela Graça de Deus, Rei dos Países Baixos, Príncipe de Orange-Nassau, Grão-Duque do Luxemburgo, Duque de Limburg, Marquês de Veere e Flushing, Conde de Katzenelnbogen, Vianden, Diez, Spiegelberg,Buren, Leerdam e Culemborg, Burgrave de Antuérpia, Barão de Breda, Diest, Beilstein, da cidade de Grave e das terras Cuyk, IJsselstein, Cranendonk, Eindhoven, Liesveld, Herstal, Warneton, Arlay e Nozeroy, Senhor Livre e Hereditário de Ameland, Senhor de Borculo, Bredevoort, Lichtenvoorde, Het Loo, Geertruidenberg, Clundert, Zevenbergen, Hooge e Lage Zwaluwe, Naaldwijk, Polanen, S. Maartensdijk, Soest, Baarn, Ter Eem, Willemstad, Steenbergen, Montfort, St Vith, Bütgenbach, Dasburg, Niervaart, Turnhout e Besançon                          | Guilherme I, Guilherme II, Guilherme III |
| 23 de Novembro 1890 – 7 de Fevereiro de 1901   | Bij de Gratie Gods, Koningin der Nederlanden, Prinses van Oranje-Nassau, Hertogin van Limburg, Markiezin van Veere en Vlissingen, Gravin van Katzenellnbogen, Vianden, Diez, Spiegelberg, Buren, Leerdam en Culemborg, Burggravin van Antwerpen, Barones van Breda, Diest, Beilstein, de Stad Grave, het Land van Cuyk, IJsselstein, Cranendonck, Eindhoven, Liesveld, Herstal, Warneton, Arlay en Nozeray, Erf- en Vrijvrouwe van Ameland, Vrouwe van Borculo, Bredevoort, Lichtenvoorde, Het Loo, Geertruidenberg, Clundert, Zevenbergen, Hooge en Lage Zwaluwe, Naaldwijk, Polanen, Sint-Maartensdijk, Soest, Baarn, Ter Eem, Willemstad, Steenbergen, Montfoort, Sankt Vith, Burgenbach, Daasburg, Niervaart, Turnhout en Besançon                                    | Pela Graça de Deus, Rainha dos Países Baixos, Princesa de Orange-Nassau, Duquesa de Limburg, Marquesa de Veere e Flushing, Condessa de Katzenelnbogen, Vianden, Diez, Spiegelberg,Buren, Leerdam e Culemborg, Burgravina de Antuérpia, Baronesa de Breda, Diest, Beilstein, da cidade de Grave e das terras Cuyk, IJsselstein, Cranendonk, Eindhoven, Liesveld, Herstal, Warneton, Arlay e Nozeroy, Senhora Livre e Hereditária de Ameland, Senhora de Borculo, Bredevoort, Lichtenvoorde, Het Loo, Geertruidenberg, Clundert, Zevenbergen, Hooge e Lage Zwaluwe, Naaldwijk, Polanen, S. Maartensdijk, Soest, Baarn, Ter Eem, Willemstad, Steenbergen, Montfort, St Vith, Bütgenbach, Dasburg, Niervaart, Turnhout e Besançon                                    | Guilhermina                              |
| 7 de Fevereiro de 1901 – 4 de Setembro de 1948 | Bij de Gratie Gods, Koningin der Nederlanden, Prinses van Oranje-Nassau, Hertogin van Limburg, Hertogin van Mecklenburg, Markiezin van Veere en Vlissingen, Gravin van Katzenellnbogen, Vianden, Diez, Spiegelberg, Buren, Leerdam en Culemborg, Burggravin van Antwerpen, Barones van Breda, Diest, Beilstein, de Stad Grave, het Land van Cuyk, IJsselstein, Cranendonck, Eindhoven, Liesveld, Herstal, Warneton, Arlay en Nozeray, Erf- en Vrijvrouwe van Ameland, Vrouwe van Borculo, Bredevoort, Lichtenvoorde, Het Loo, Geertruidenberg, Clundert, Zevenbergen, Hooge en Lage Zwaluwe, Naaldwijk, Polanen, Sint-Maartensdijk, Soest, Baarn, Ter Eem, Willemstad, Steenbergen, Montfoort, Sankt Vith, Burgenbach, Daasburg, Niervaart, Turnhout en Besançon          | Pela Graça de Deus, Rainha dos Países Baixos, Princesa de Orange-Nassau, Duquesa de Limburg, Duquesa de Mecklenburg, Marquesa de Veere e Flushing, Condessa de Katzenelnbogen, Vianden, Diez, Spiegelberg,Buren, Leerdam e Culemborg, Burgravina de Antuérpia, Baronesa de Breda, Diest, Beilstein, da cidade de Grave e das terras Cuyk, IJsselstein, Cranendonk, Eindhoven, Liesveld, Herstal, Warneton, Arlay e Nozeroy, Senhora Livre e Hereditária de Ameland, Senhora de Borculo, Bredevoort, Lichtenvoorde, Het Loo, Geertruidenberg, Clundert, Zevenbergen, Hooge e Lage Zwaluwe, Naaldwijk, Polanen, S. Maartensdijk, Soest, Baarn, Ter Eem, Willemstad, Steenbergen, Montfort, St Vith, Bütgenbach, Dasburg, Niervaart, Turnhout e Besançon            | Guilhermina                              |
| 4 de Setembro de 1948 – 30 de Abril de 1980    | Bij de Gratie Gods, Koningin der Nederlanden, Prinses van Oranje-Nassau, Prinses van Lippe-Biesterfeld, Hertogin van Mecklenburg, Markiezin van Veere en Vlissingen, Gravin van Katzenellnbogen, Vianden, Diez, Spiegelberg, Buren, Leerdam en Culemborg, Burggravin van Antwerpen, Barones van Breda, Diest, Beilstein, de Stad Grave, het Land van Cuyk, IJsselstein, Cranendonck, Eindhoven, Liesveld, Herstal, Warneton, Arlay en Nozeray, Erf- en Vrijvrouwe van Ameland, Vrouwe van Borculo, Bredevoort, Lichtenvoorde, Het Loo, Geertruidenberg, Clundert, Zevenbergen, Hooge en Lage Zwaluwe, Naaldwijk, Polanen, Sint-Maartensdijk, Soest, Baarn, Ter Eem, Willemstad, Steenbergen, Montfoort, Sankt Vith, Burgenbach, Daasburg, Niervaart, Turnhout en Besançon | Pela Graça de Deus, Rainha dos Países Baixos, Princesa de Orange-Nassau, Princesa de Lippe-Biesterfeld, Duquesa de Mecklenburg, Marquesa de Veere e Flushing, Condessa de Katzenelnbogen, Vianden, Diez, Spiegelberg,Buren, Leerdam e Culemborg, Burgravina de Antuérpia, Baronesa de Breda, Diest, Beilstein, da cidade de Grave e das terras Cuyk, IJsselstein, Cranendonk, Eindhoven, Liesveld, Herstal, Warneton, Arlay e Nozeroy, Senhora Livre e Hereditária de Ameland, Senhora de Borculo, Bredevoort, Lichtenvoorde, Het Loo, Geertruidenberg, Clundert, Zevenbergen, Hooge e Lage Zwaluwe, Naaldwijk, Polanen, S. Maartensdijk, Soest, Baarn, Ter Eem, Willemstad, Steenbergen, Montfort, St Vith, Bütgenbach, Dasburg, Niervaart, Turnhout e Besançon | Juliana                                  |
| 30 April 1980 – 30 April 2013                  | Bij de Gratie Gods, Koningin der Nederlanden, Prinses van Oranje-Nassau, Prinses van Lippe-Biesterfeld, Markiezin van Veere en Vlissingen, Gravin van Katzenellnbogen, Vianden, Diez, Spiegelberg, Buren, Leerdam en Culemborg, Burggravin van Antwerpen, Barones van Breda, Diest, Beilstein, de Stad Grave, het Land van Cuyk, IJsselstein, Cranendonck, Eindhoven, Liesveld, Herstal, Warneton, Arlay en Nozeray, Erf- en Vrijvrouwe van Ameland, Vrouwe van Borculo, Bredevoort, Lichtenvoorde, Het Loo, Geertruidenberg, Clundert, Zevenbergen, Hooge en Lage Zwaluwe, Naaldwijk, Polanen, Sint-Maartensdijk, Soest, Baarn, Ter Eem, Willemstad, Steenbergen, Montfoort, Sankt Vith, Burgenbach, Daasburg, Niervaart, Turnhout en Besançon                           | Pela Graça de Deus, Rainha dos Países Baixos, Princesa de Orange-Nassau, Princesa de Lippe-Biesterfeld, Marquesa de Veere e Flushing, Condessa de Katzenelnbogen, Vianden, Diez, Spiegelberg,Buren, Leerdam e Culemborg, Burgravina de Antuérpia, Baronesa de Breda, Diest, Beilstein, da cidade de Grave e das terras Cuyk, IJsselstein, Cranendonk, Eindhoven, Liesveld, Herstal, Warneton, Arlay e Nozeroy, Senhora Livre e Hereditária de Ameland, Senhora de Borculo, Bredevoort, Lichtenvoorde, Het Loo, Geertruidenberg, Clundert, Zevenbergen, Hooge e Lage Zwaluwe, Naaldwijk, Polanen, S. Maartensdijk, Soest, Baarn, Ter Eem, Willemstad, Steenbergen, Montfort, St Vith, Bütgenbach, Dasburg, Niervaart, Turnhout e Besançon                         | Beatrix                                  |
| 30 de Abril de 2013 – presente                 | Bij de Gratie Gods, Koning der Nederlanden, Prins van Oranje-Nassau, Jonkheer van Amsberg, Markies van Veere en Vlissingen, Graaf van Katzenellnbogen, Vianden, Diez, Spiegelberg, Buren, Leerdam en Culemborg, Burggraaf van Antwerpen, Baron van Breda, Diest, Beilstein, de stad Grave, het Land van Cuyk, IJsselstein, Cranendonck, Eindhoven, Liesveld, Herstal, Waasten, Arlay en Nozeroy, Erf- en Vrijheer van Ameland, Heer van Borculo, Bredevoort, Lichtenvoorde, Het Loo, Geertruidenberg, Klundert, Zevenbergen, Hooge en Lage Zwaluwe, Naaldwijk, Polanen, Sint-Maartensdijk, Soest, Baarn, Ter Eem, Willemstad, Steenbergen, Montfort, St. Vith, Bütgenbach, Niervaart, Daasburg, Turnhout en Besançon                                                      | Pela Graça de Deus, Rei dos Países Baixos, Príncipe de Orange-Nassau, Jonkeer van Amsberg, Marquês de Veere e Flushing, Conde de Katzenelnbogen, Vianden, Diez, Spiegelberg,Buren, Leerdam e Culemborg, Burgrave de Antuérpia, Barão de Breda, Diest, Beilstein, da cidade de Grave e das terras Cuyk, IJsselstein, Cranendonk, Eindhoven, Liesveld, Herstal, Warneton, Arlay e Nozeroy, Senhor Livre e Hereditária de Ameland, Senhor de Borculo, Bredevoort, Lichtenvoorde, Het Loo, Geertruidenberg, Clundert, Zevenbergen, Hooge e Lage Zwaluwe, Naaldwijk, Polanen, S. Maartensdijk, Soest, Baarn, Ter Eem, Willemstad, Steenbergen, Montfort, St Vith, Bütgenbach, Dasburg, Niervaart, Turnhout e Besançon                                                 | Guilherme Alexandre                      |

## Forma de tratamento curta
| |  | |
| "Nós, Guilherme III, pela Graça de Deus, Rei dos Países Baixos, Príncipe de Orange-Nassau, Grão-Duque do Luxemburgo, etc., etc., etc." |  | "Nós, Beatriz, pela Graça de Deus, Rainha dos Países Baixos, Princesa de Orange-Nassau, etc., etc., etc." |

Versão mais curtas dos título usadas em preâmbulos:
- 1815–1890: Pela Graça de Deus, Rei dos Países Baixos, Príncipe de Orange-Nassau, Grão-Duque do Luxemburgo, etc., etc., etc.
- 1890–2013: Pela Graça de Deus, Rainha dos Países Baixos, Princesa de Orange-Nassau, etc., etc., etc.
- 2013–presente: Pela Graça de Deus, Rei dos Países Baixos, Príncipe de Orange-Nassau, etc., etc., etc.

Os títulos que têm aparecido na versão mais curta, são precedidos por "Sua Majestade" e o nome do monarca:
- 1815–1890: Rei dos Países Baixos, Príncipe de Orange-Nassau, Grão-Duque do Luxemburgo, etc.
- 1890–1901: Rainha dos Países Baixos, Princesa de Orange-Nassau, etc.
- 1901–1948: Rainha dos Países Baixos, Princesa de Orange-Nassau, Duquesa de Mecklemburgo, etc.
- 1948–1980: Rainha dos Países Baixos, Princesa de Orange-Nassau, Duquesa de Mecklemburgo, Princesa de Lippe-Biesterfeld, etc.
- 1980–2013: Rainha dos Países Baixos, Princesa de Orange-Nassau, Princesa de Lippe-Biesterfeld, etc.
- 2013–presente: Rei dos Países Baixos, Príncipe de Orange-Nassau, etc.